# Adsorpcja zlokalizowana i mobilna
W przypadku adsorpcji fizycznej rozróżnienie adsorpcji jako zlokalizowanej lub mobilnej związane jest z możliwością przemieszczania się cząsteczek adsorbatu po powierzchni adsorbentu. Jeżeli bariera potencjału pomiędzy sąsiednimi miejscami „s1" i „s2" równa ΔEs1,s2 jest duża w porównaniu z energią kinetyczną zaadsorbowanych cząsteczek (2 stopnie swobody dla ruchu na płaszczyźnie, Ekin,2D = kT), wówczas mówimy o adsorpcji zlokalizowanej, jeżeli ta bariera jest znacznie mniejsza, wówczas przeważa charakter mobilny (cząsteczki poruszają się dość swobodnie po powierzchni), przy wielkości bariery ~kT mówimy o adsorpcji częściowo mobilnej:
- ΔEs1,s2 >> kT – adsorpcja zlokalizowana
- ΔEs1,s2 ≤ kT – adsorpcja mobilna
- wartości pośrednie – adsorpcja częściowo mobilna

## Wpływ mobilności na adsorpcję
Należy zwrócić uwagę na to, że na przykład w przypadku adsorpcji z roztworów gęste upakowanie cząsteczek rozpuszczalnika i innych składników roztworu (szczególnie przy powierzchni w pewien sposób dodatkowo porządkującej układ), powoduje że mobilność cząsteczek jest ograniczona niezależnie od wielkości bariery potencjału pomiędzy miejscami adsorpcyjnymi. Podobną rolę odgrywają cząsteczki adsorbatu przy dużych zapełnieniach powierzchni.
Niezależnie od ruchów w płaszczyźnie powierzchni, cały czas zachodzą procesy adsorpcji na powierzchni i desorpcji już zaadsorbowanych cząsteczek co warunkuje istnienie równowagi dynamiczna pomiędzy procesami adsorpcji i procesami desorpcji.
Mobilność adsorpcji powoduje zmniejszenie adsorpcji (cząsteczki bardziej sobie przeszkadzają) – widać to szczególnie przy porównaniu par typowych izoterm opisujących adsorpcją zlokalizowaną i mobilną:
- izotermy bez oddziaływań:
  - izoterma Langmuira – zlokalizowana
  - izoterma Volmera – mobilna

- izotermy z oddziaływaniami
  - izoterma Fowlera-Guggenheima – zlokalizowana
  - izoterma Hilla-deBoera – mobilna

W obu przypadkach (dla każdej z par izoterm) osiągnięcie tej samej wartości pokrycia powierzchniowego θ* wymaga zwiększenia ciśnienia adsorbatu p o ten sam czynnik:
{\displaystyle p_{mob}(\theta ^{*})=p_{lok}(\theta ^{*})\cdot \exp \left({\frac {\theta ^{*}}{1-\theta ^{*}}}\right)}

## Adsorpcja częściowo mobilna
Izotermy adsorpcji częściowo mobilnej (np. izoterma Lee-O’Connella lub izoterma Hollanda) pozwalają opisać przypadki pośrednie. Po wykorzystaniu w całkowej izotermie adsorpcji możemy otrzymać odpowiednią izotermę dla powierzchni heterogenicznej (niejednorodnej energetycznie).